# Список внебрачного потомства великих князей

## Список

### 5-е поколение
- Константин Павлович:
  - мать — Фридрихс, Жозефина
  - Александров, Павел Константинович. При крещении записан по фамилии Линдстрем. В 1812 возведен в дворянское достоинство, пожалована фамилия. Фамилию получил по крестному отцу — Александру I. Александровы имели герб, на котором была изображена половина двуглавого орла.
  - мать — французская актриса Клара-Анна де Лоран
  - Константинов, Константин Иванович
  - мать — ?
  - Константинова, Констанция Ивановна (в замужестве Лишина)[1].

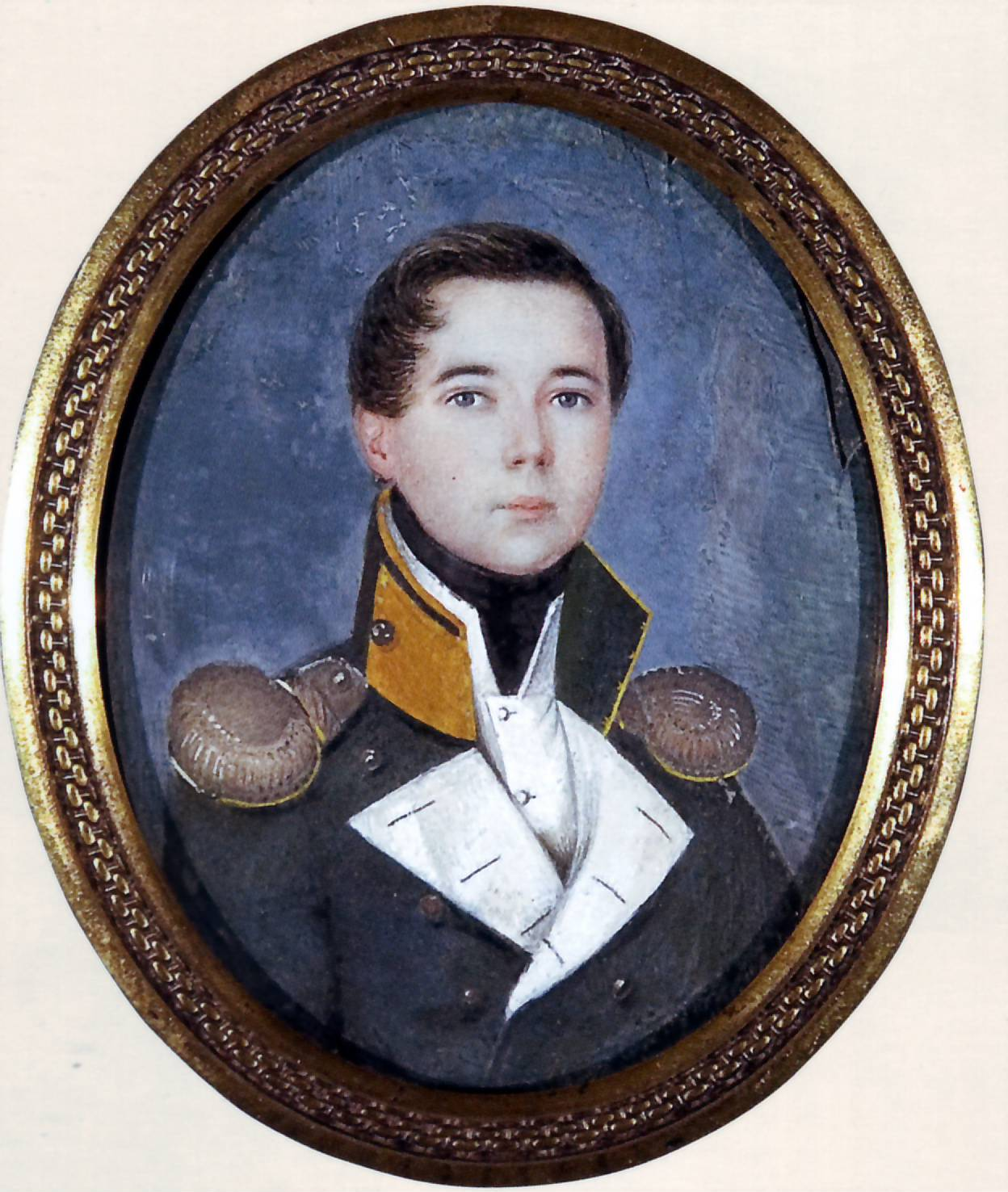
Александров, Павел Константинович
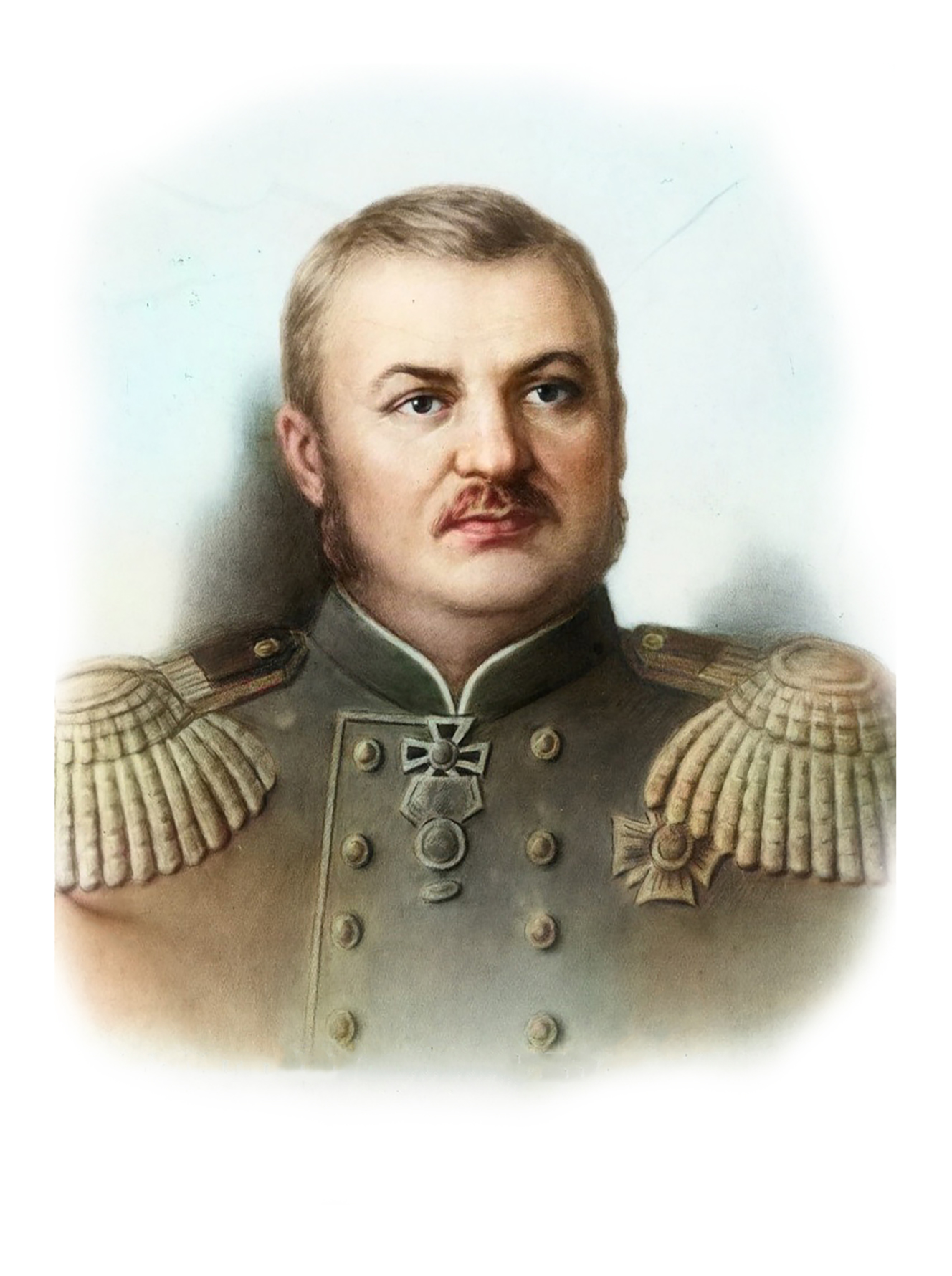
Константинов, Константин Иванович
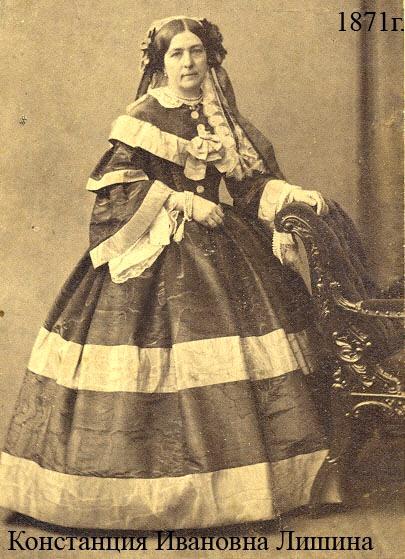
Констанция Ивановна Константинова (Лишина)

- Михаил Павлович:
  - мать — фрейлина К.
  - Половцова, Надежда Михайловна

- Анна Фёдоровна:

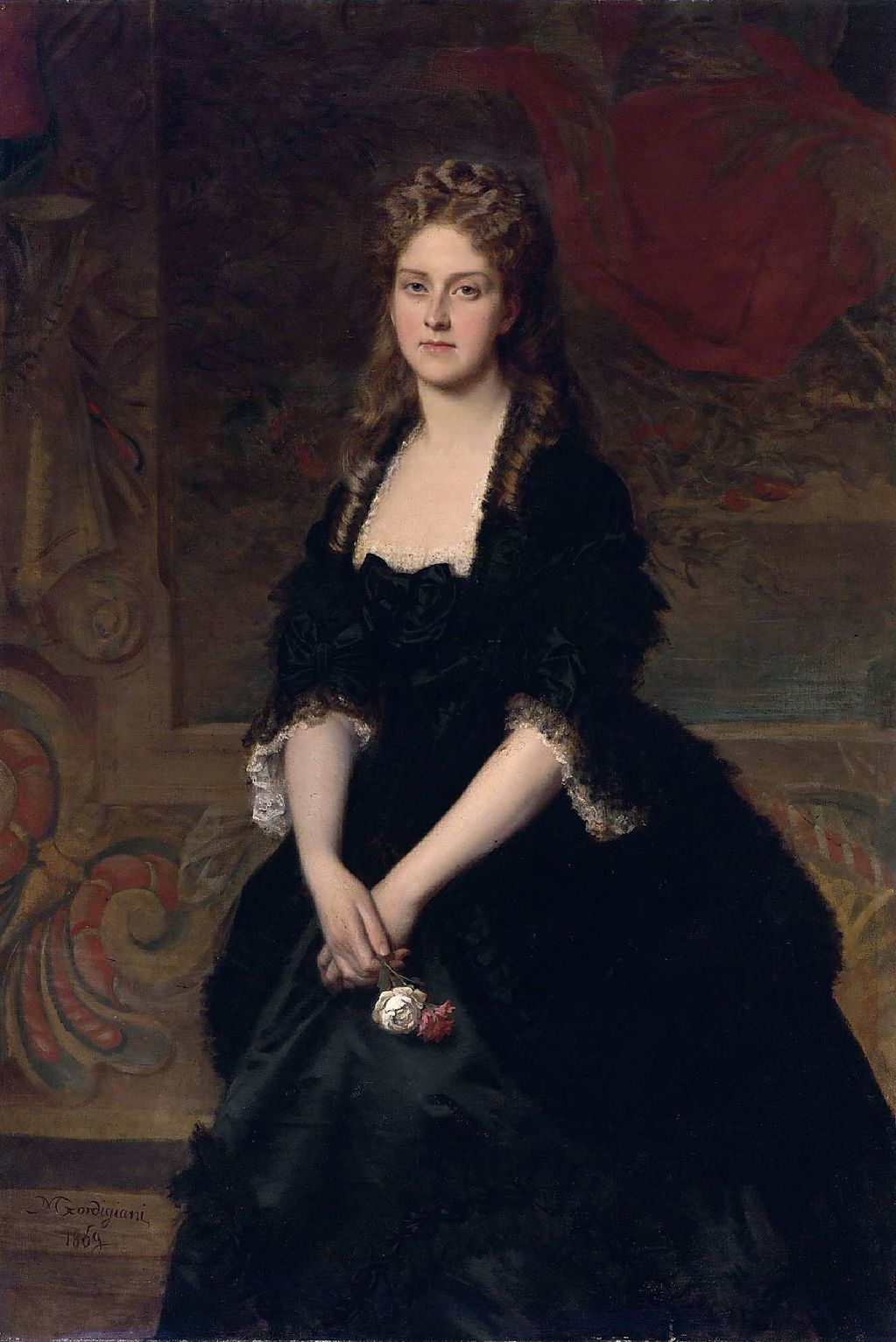

  - Эдуард фон Лёвенсфельс (1808—1892), сын Жюля Гариэля де Сейне
  - Луиза-Хильда-Агнеса (ок. 1812—1837), дочь Рудольфа Абрахама де Шиферли, удочерена Жаном Франсуа Жозефом д’Обером.

### 6-е поколение
- Константин Николаевич:
- мать — балерина Мариинского театра Анна Васильевна Кузнецова (1847—1922), побочная дочь великого трагика Василия Андреевича Каратыгина.
  - Сергей (1873—1873)
  - Марина (1875—1941; муж — Александр Павлович Ершов)
  - Анна (1878—1920; муж — Николай Николаевич Лялин)
  - Измаил (1879—1886)
  - Лев (1883—1886)

Всем внебрачным детям в 1883 году император Александр III пожаловал отчество «Константиновичи», фамилию «Князевы» и личное дворянство, а в 1892 году — потомственное (фактически к этому моменту все сыновья Константина и Кузнецовой умерли в детстве, поэтому дворянский род Князевых был представлен только двумя дочерьми, и фамилия дальше не передавалась).
- Николай Николаевич Старший:
- мать — балерина театра в Красном Селе Екатерина Гавриловна Числова
  - Ольга (1868—1950)
  - Владимир (1873—1942)
  - Екатерина (1874—1940)
  - Николай (1875−1902)
  - Галина (1877—1878)

В 1883 году им была высочайше пожалована фамилия «Николаевы» (этой фамилией именовалась и сожительница великого князя) и права дворянства. См. Николаевы (дворянский род)
- Михаил Николаевич
  - возможно, Надежда Голенищева (1854—1927)[2]

### 7-е поколение
- Алексей Александрович:
- мать — Жуковская, Александра Васильевна, фрейлина, дочь поэта
  - Белёвский-Жуковский, Алексей Алексеевич

24 марта 1875 года вместе с матерью получил в Республике Сан-Марино баронский титул и фамилию Седжиано. 21 марта 1884 году указом императора Александра III барон Алексей Седжиано возведён, с нисходящим потомством, в графское Российской империи достоинство, с присвоением ему отчества Алексеевич и фамилии Белёвской (Белёвский уезд Тульской губернии был родиной его деда — В. А. Жуковского). 14 января 1913 года ему разрешено присоединить фамилию Жуковских.
- Николай Константинович:

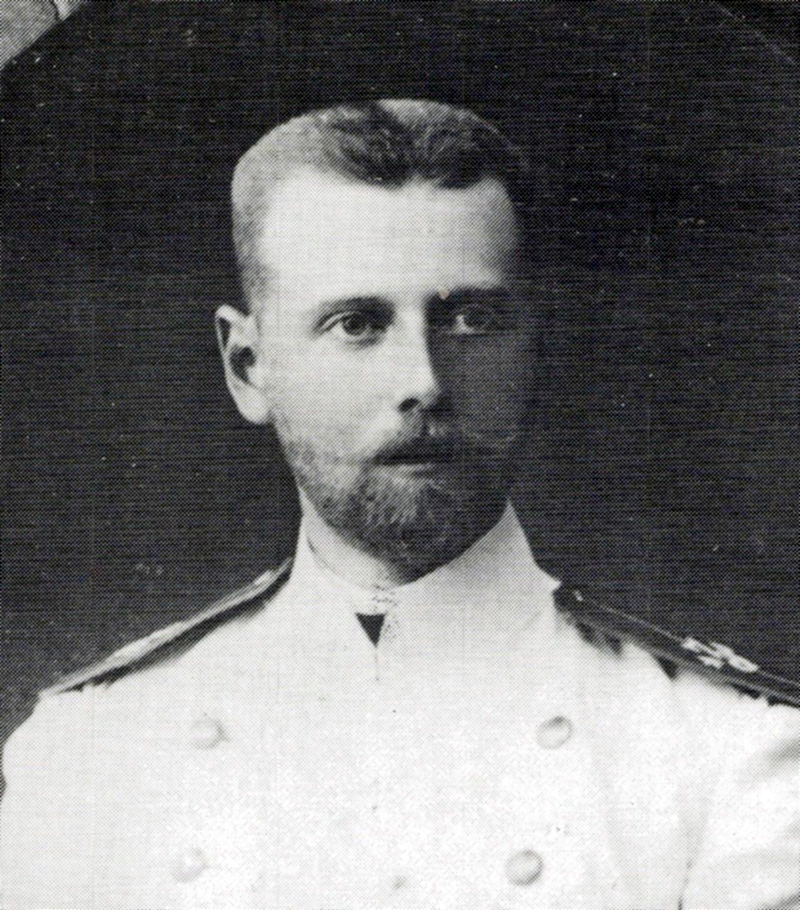

- Александра Александровна Демидова (урож. Абаза) (1853—1894)
  - Николай (1875—1913) — участник русско-японской войны, полковник гвардии в отставке, написал ряд трудов по истории русской кавалерии.
  - Ольга (1877—1910) — сошла с ума.

В 1888 г. получили от императора Александра III дворянство с фамилией «Волынские» и отчеством «Павловичи», так как в это время мужем их матери (с 1879) был граф Павел Феликсович Сумароков-Эльстон (1853—1938), родной дядя князя Юсупова, будущего убийцы Распутина.
- Дарья Елисеевна Часовитина (1880—1953/1956)
  - Святослав (?—1919) — расстрелян
  - Николай (?—1919/1920)
  - Дарья (1896—1966) — жила в Москве и некоторое время работала секретарём советской писательницы Мариэтты Шагинян.

- Сергей Михайлович:
- мать — Кшесинская, Матильда Феликсовна
  - Романовский-Красинский, Владимир Андреевич

По Высочайшему указу от 15 октября 1911 года сын получил фамилию «Красинский» (по семейному преданию, Кржезинские происходили от графов Красинских), отчество «Сергеевич» и потомственное дворянство.
- Анастасия Михайловна:
  - От Владимира Александровича Пальтова (1874—1944) имела внебрачного сына графа Алексиса Луи де Вандана (10 (23).12.1902, Ницца — 07.07.1976, Париж), в браке с 1929 с Полетт Seux (1908—1975).[3]

### 8-е поколение
- Борис Владимирович:
- мать — Жанна Лакруа (Jeanne Lacroix):
  - Жан Борис Лакруа (Jean Boris Lacroix) (1905—1984)[2]